# ДОТ № 428 (КиУР)

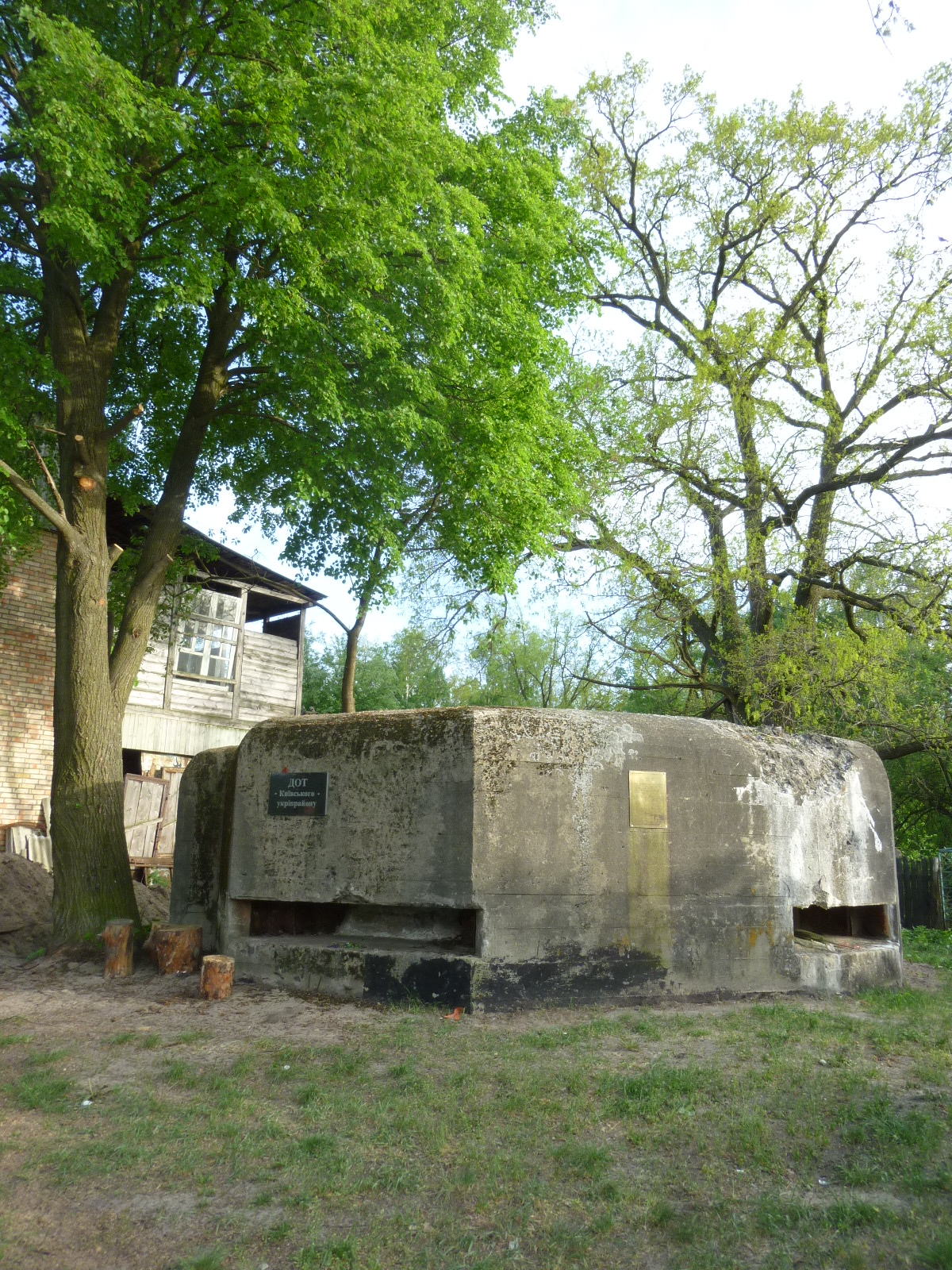
ДОТ № 428 в селі Романівка

50°29′14.12″ пн. ш. 30°15′18.02″ сх. д. / 50.4872556° пн. ш. 30.2550056° сх. д.
ДОТ № 428 — довготривала оборонна точка (ДОТ), що входила до складу першої лінії оборони київського укріпленого району. Пам'ятка історії місцевого значення.

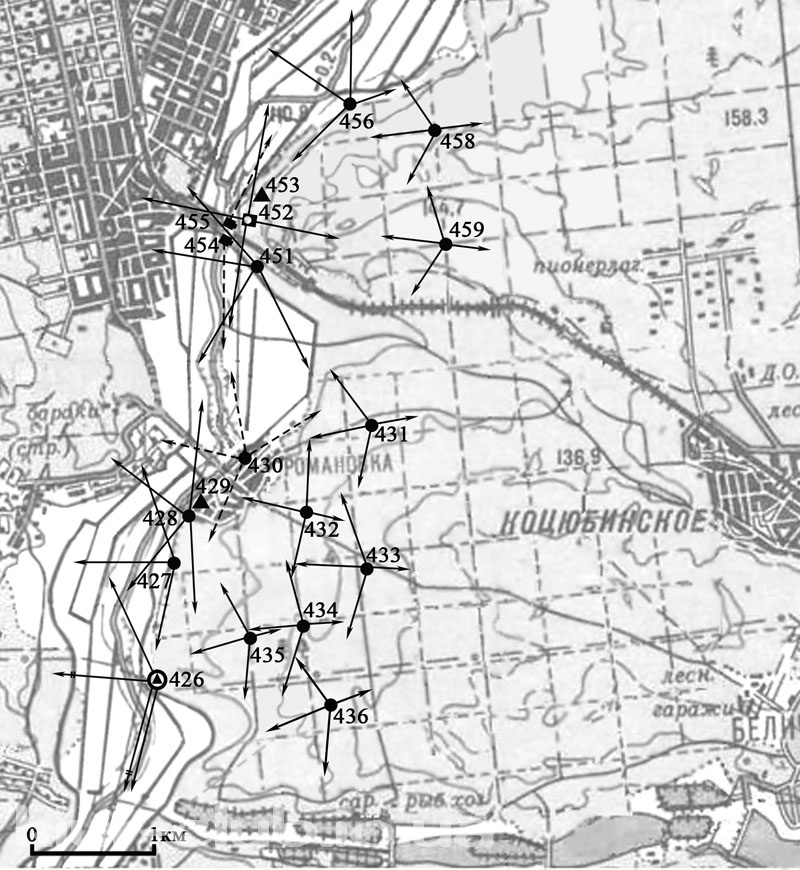
ДОТ № 428 у системі оборони 2-го БРО КиУР

ДОТ було побудовано в 1929—1935 роках на західній ділянці оборони міста Київ у селі Романівка, безпосередньо на передньому краї укріпрайону. Організаційно він входив до складу 2-го батальонного району оборони (БРО) КиУРа, що прикривав район села Романівка, мав 4 кулеметних амбразури та 2 поверхи. Крім того існувало спеціальне протихімічне приміщення, і тому вогнева точка відноситься до фортифікаційних споруд типу «Б». Його клас стійкості «М1», тобто споруда могла витримати 1-2 прямих влучень 203-мм гаубиці. Ця фортифікаційна споруда контролювала своїм вогнем міст через річку Ірпінь та підступи до спостережного ДОТ № 429 і села Романівка.
З початком Німецько-радянської війни гарнізон самої оборонної точки складався з бійців 193-го окремого кулеметного батальйону КиУР. До 24-25 серпня 1941 року споруда знаходилася у тилу радянських військ, фронт пролягав західніше. Під час другого штурму КиУР, що розпочався 16 вересня 1941 року, ДОТ № 428 не мав бойового контакту із супротивником. Вдень 18 вересня війська 37-ї армії Південно-Західного фронту розпочали за наказом відхід з КиУР та міста Київ. Гарнізони ДОТ КиУР належали до останніх, хто відходив на лівий берег Дніпра, серед них був і гарнізон ДОТ № 428. Під час відступу власний гарнізон не підірвав споруду, але не виключено, що внутрішнє обладнання та кулемети були тоді виведені з ладу. Удень 19 вересня передові загони 71-ї піхотної дивізії німців зайняли територію 2-го БРО без бою, затримуючи лише дезертирів-червоноармійців та перебіжчиків. Під час зачистки, після 19 вересня 1941 року, німецькі сапери споруду також не знищили.
ДОТ № 428 має статус пам'ятки історії місцевого значення.

## Галерея

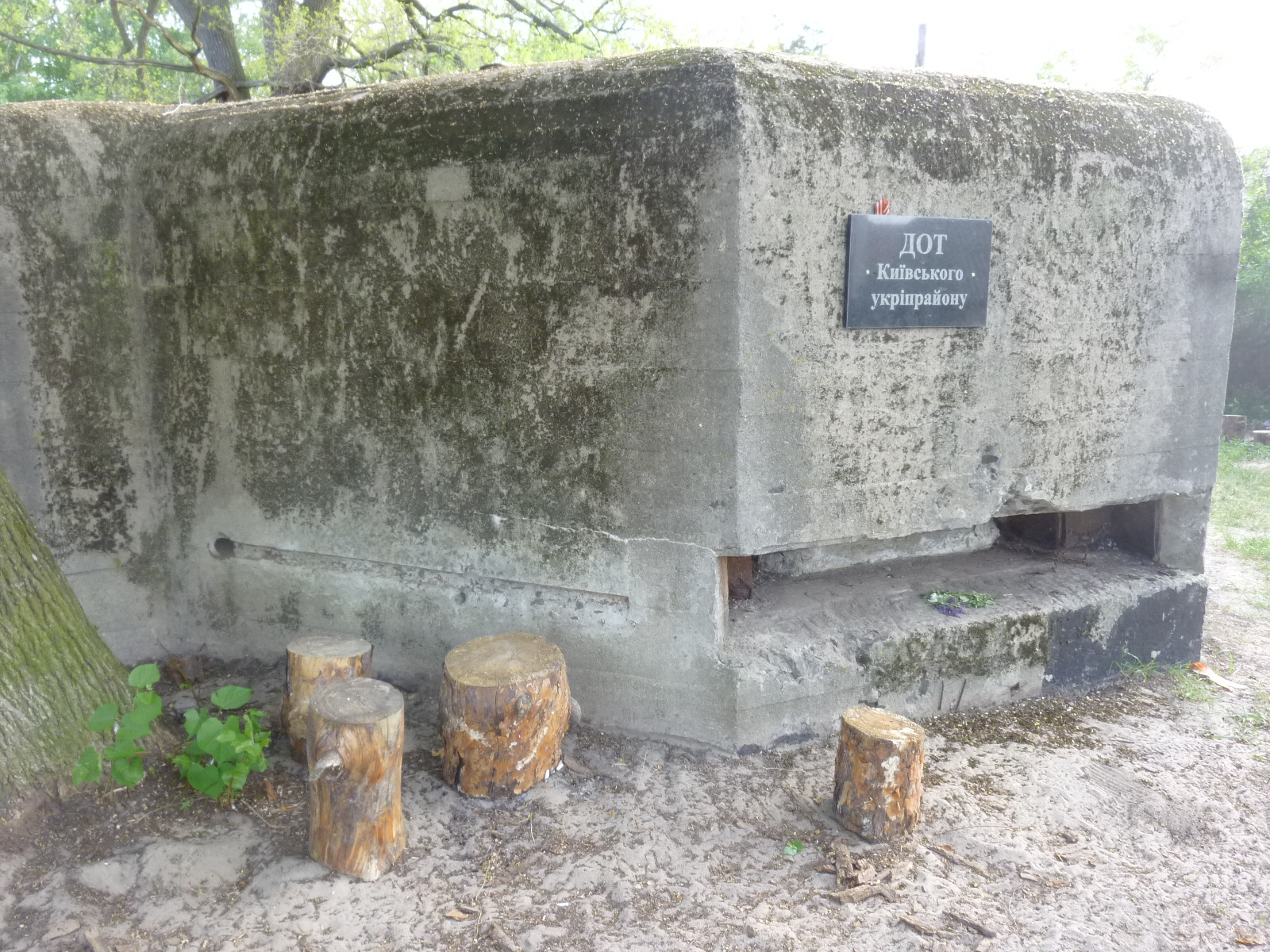
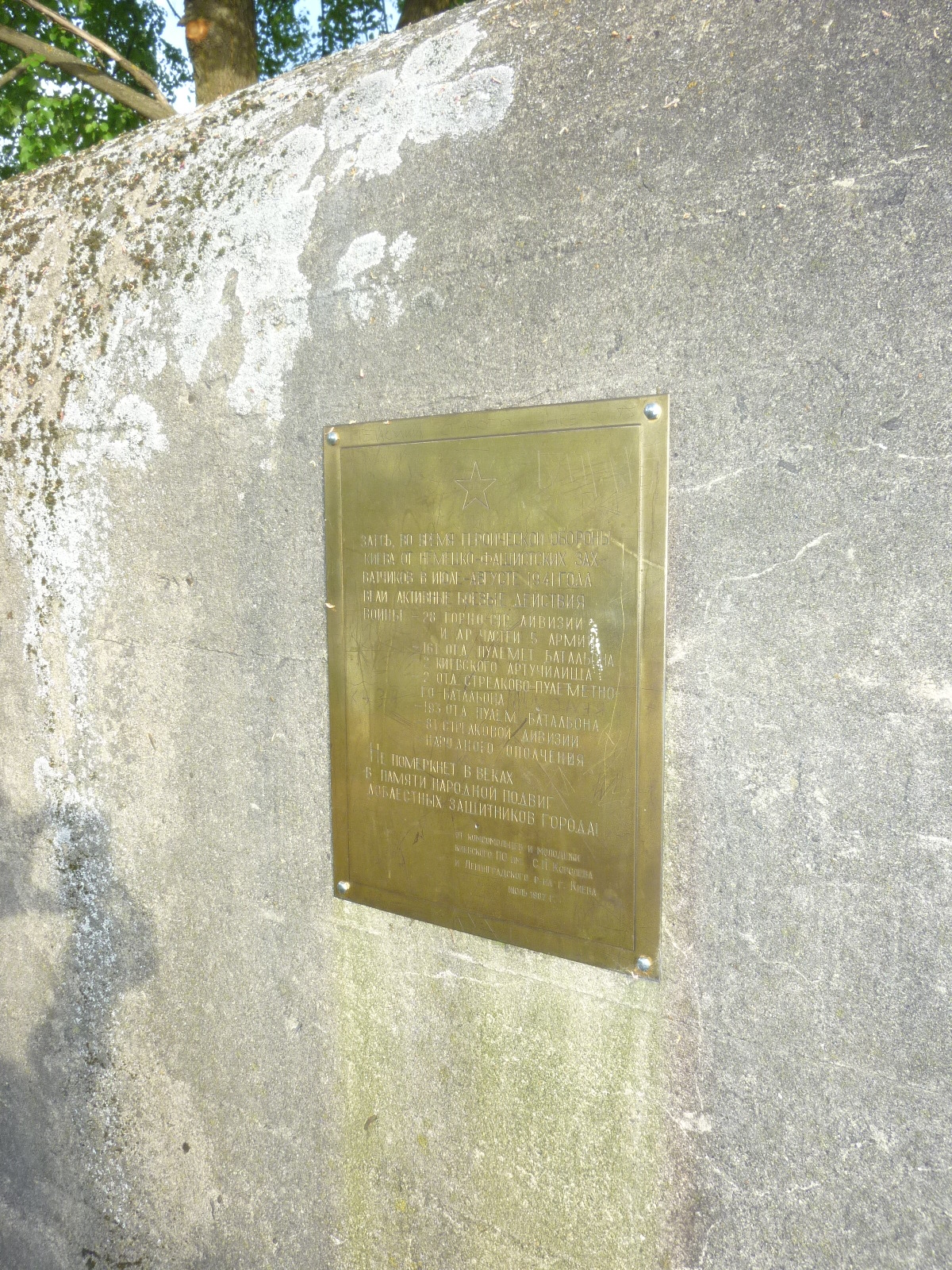
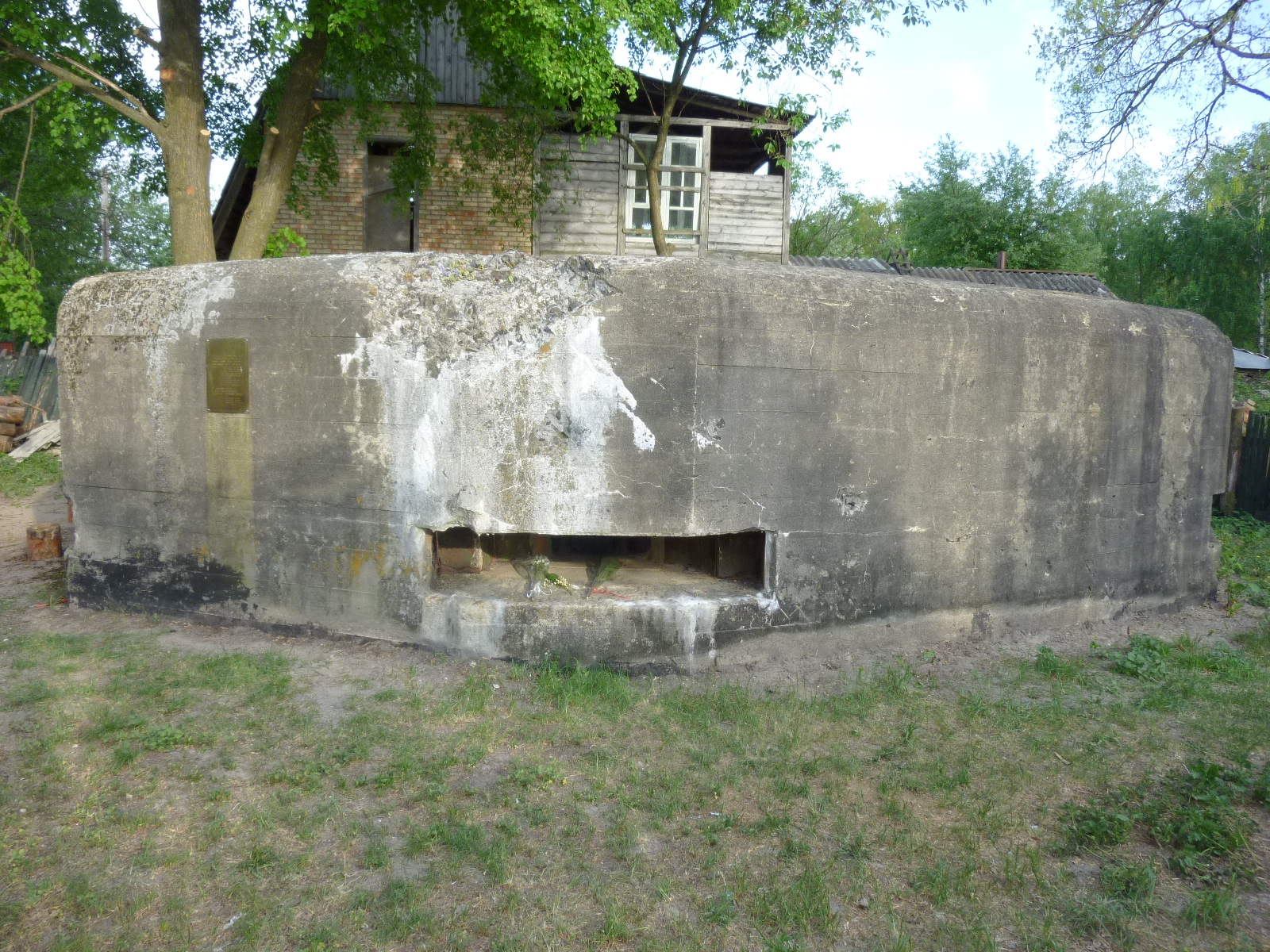
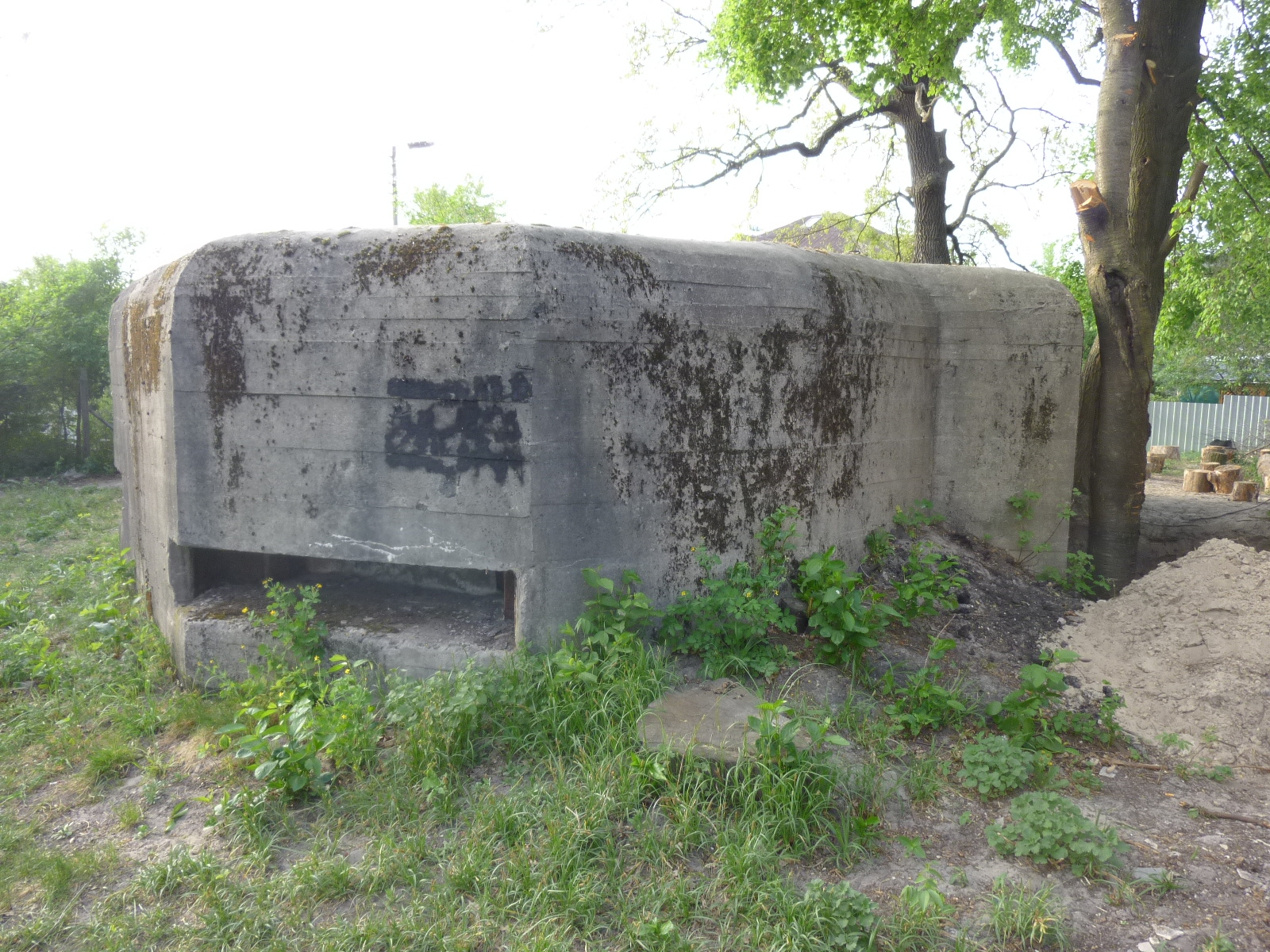
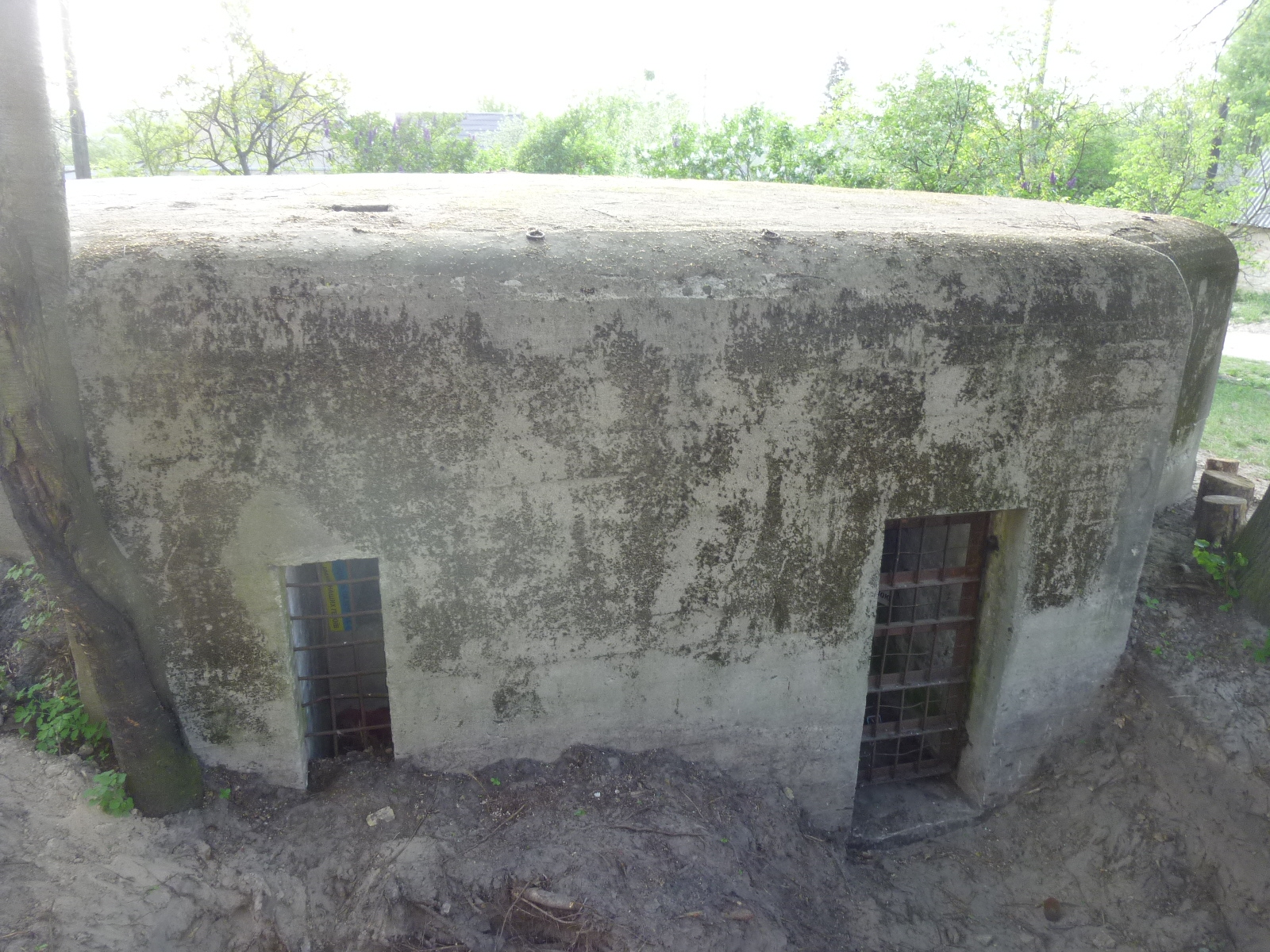